# Pannónia Filmstúdió
Studioul de Film Pannonia (cunoscut și sub numele MAFILM Pannónia Filmstúdió) a fost cel mai mare studio de animație din Ungaria, cu sediul în Budapesta. 

## Istorie
După cel de-al doilea război mondial, producția maghiară de filme a fost naționalizată în 1948 - compania Magyar Filmgyártó Nemzeti Vállalat, sau Mafilm pe scurt, a fost fondată la Budapesta.
Studioul a fost fondat în 1951 ca parte a studioului Mafilm. A devenit independent în 1956. În mai mult de trei decenii, au fost create multe filme, seriale TV și scurtmetraje de animație. Acestea au fost distribuite în principal pe piață maghiară și europeană. La începutul anilor 1960, unele dintre scurtmetrajele studioului au primit primele premii internaționale (a se vedea lista de mai jos). Arthur az angyal (Arthur îngerul) a fost primul serial de televiziune realizat de Pannónia pentru o companie din Statele Unite.  După această experiență și cu banii câștigați în acest fel, au fost produse propriile seriile Peti și Gusztáv. În anii 1960, angajații de la Pannonia au dezvoltat din ce în ce mai multe producții pentru un public adult, dar seriale pentru copii au continuat să apară. În 1971 a fost înființată o filială a studioului la Kecskemét, condusă de Ferenc Mikulás.
În anii 1990, după o schimbare a sistemului politic din Ungaria, studioul și-a pierdut monopolul asupra producției de desene animate, iar televiziunea maghiară a încetat să finanțeze producția de seriale. În ciuda acestui fapt, studioul a continuat  să lanseze filme o perioadă. S-au creat mai multe studiouri, unele mici altele mai mari - Csaba Varga a fost primul care a înființat un studiou independent în 1988. Studioul de Film Pannonia a încetat să mai existe în 2015, după trei decenii de declin după sfârșitul regimului comunist din Ungaria.

## Oameni notabili
Printre animatorii celebri ai studioului PannóniaFilm se numără Attila Dargay, Marcell Jankovics, József Gémes, Ottó Foky, Ferenc Rofusz  Gábor Csupó, Sándor Reisenbüchler, István Orosz, Líviusz Gyulai, Dóra Keresztes și Zsolt Richly.

## Filme

### Scurtmetraje animate
- A kiskakas gyémánt félkrajcárja  - Gyula Macskássy, 1951
- Ceruza és radír   - Gyula Macskássy-György Várnai, 1960
- A három nyúl („Cei trei iepuri”) - Attila Dargay, 1972
- Sisyphus -Marcell Jankovics, 1974 [16]
- A légy - Ferenc Rófusz, 1981 [17]
- Tragedia omului de Imre Madách - regia Marcell Jankovics, 2010[18]

Scenariul filmului de 2 ore și 40 de minute din 2010 a fost scris în 1983 pe baza piesei de teatru Tragedia omului de Imre Madách, producția a început în 1988 și s-a încheiat abia în 2011. Cea mai cunoscută dramă maghiară este formată din cincisprezece tablouri, primele trei și ultimul încadrându-le pe cele unsprezece rămase cu mediul paradisiac al istoriei creației biblice. Filmul a fost lansat pe DVD și Blu-ray, acesta include o coloană sonoră maghiară și subtitrări în limbile engleză, maghiară, rusă și franceză.

### Serii animate
- Gusztáv („Gustav” sau „Gustavus”) - Dargay-Nepp-Jankovics, 1964
- Mézga család („Familia Trăznită”) - József Nepp, József Romhányi (scriitor), 1969
- Frakk, a macskák réme   - Gyula Macskássy, András Cseh, István Imre, 1971
- A Kockásfülű nyúl - Zsolt Richly (regizor), Veronika Marék (scriitor) 1974
- Kérem a következőt - József Nepp (regizor, scriitor), Béla Ternovszky (regizor), József Romhányi (scriitor), 1974
- Magyar népmesék („Povești din folclorul maghiar”) - Marcell Jankovics, 1977
- Vízipók-csodapók  - Szabolcs Szabó, Szombati Szabó Csaba, József Haui, 1978
- Pom Pom meséi ("Poveștile lui Pom Pom") - Attila Dargay (regizor), István Csukás (scriitor), 1980
- Meister Eder und sein Pumuckl - Ulrich König (regizor), 1982
- Leó és Fred („Leo și Fred”) - Pál Tóth, 1984
- Mecki und seine Freunde - Béla Ternovszky, 1995

### Filme animate de lung metraj
- János vitéz   - Marcell Jankovics, 1973
- Hugo, a víziló („Hugo Hipopotamul”) - Bill Feigenbaum, 1975
- Mateiaș Gâscarul (Lúdas Matyi) - Attila Dargay, 1977
- Habfürdö  - György Kovásznai, 1979
- Fehérlófia („Fiul mării albe”) - Marcell Jankovics, 1981
- Vuk („Vulpea cea mică”) - Attila Dargay, 1981
- Les Maîtres du temps (Az Idő urai) - René Laloux, Tibor Hernádi (director tehnic) 1982 (coproducție franco-maghiară)
- Suli-buli  - Ferenc Varsányi, 1982
- Vízipók-csodapók  - Szabolcs Szabó, József Haui, Szombati Szabó Csaba, 1982
- Háry János - Zsolt Richly, 1983
- Misi mókus kalandjai - Ottó Foky, 1983
- Hófehér  - József Nepp, 1983
- Daliás idők („Vremuri eroice”) - József Gémes, 1984
- Szaffi   - Attila Dargay, 1984
- Mátyás, az igazságos  - László Ujváry, 1985
- Egy kutya feljegyzései  - József Nepp, 1986
- Macskafogó („Orașul pisicilor”) - Béla Ternovszky, 1986
- Es lebe Servatius - Ottó Foky, 1986
- Nefelejcs - Elek Lisziák, 1988
- Az erdõ kapitánya ("Căpitanul pădurii") - Attila Dargay, 1988
- Vili, a veréb ("Willy the Sparrow") - József Gémes, 1989
- Sárkány és papucs  - Tibor Hernádi, 1989
- A hercegnő és a kobold  - József Gémes, 1991
- A hetedik testvér („Al șaptelea frate”) - Jenő Koltai, Tibor Hernádi, 1991
- Vacak 2 - az erdő hőse   - Jenő Koltai, József Gémes, 1997
- Ének a csodaszarvasról  - Marcell Jankovics, 2001
- Prințesa și bobul de mazăre - Mark Swan, 2002 (coproducție american-maghiară)
- Abra-Catastrophe - Butch Hartman, 2003 (Blindfold)

## Premii
În 1981, producția de trei minute a studioului Pannónia, Musca  (A légy) de Ferenc Rófusz, a câștigat Premiul Oscar pentru cel mai bun scurtmetraj de animație.

### Alte premii
- Concurs de sport forestier de Gyula Macskássy: 1954 Paris - Premiul I.
- Doi boi mici de Gyula Macskássy: Varșovia 1957 - Premiul I.
- Bal cu puncte albe de Tibor Csermák: 1961 Veneția - Leul de aur
- Duel de Gyula Macskássy: 1961 Cannes - Premiul special al juriului
- Portret dublu de György Kovásznai: 1965 Mannheim - Golden Ducat
- Five Minute Thrill de József Nepp: 1967 Oberhausen - Premiul principal
- Language Lesson de Béla Vajda: 1968 Oberhausen - Marele Premiu
- Homo Faber de Tamás Szabó Sípos: 1968 Phnom-Penh - Leul de aur
- Concertissimo de József Gémes: 1968 Chicago - Silver Hugo
- Variații pe un dragon de Attila Dargay: 1968 Mamaia - Pelican de argint
- Urbanizare de Gyula Macskássy: 1969 New York - Premiul Blue Ribbon
- Deep Water de Marcell Jankovics: 1971 Annecy - Premiu special
- Succes de Gyula Macskássy: Cracovia 1972 - Premiu special
- 2 de Sándor Reisenbüchler: 1973, Cannes - Premiul special
- Antrenor sportiv modern de Béla Ternovszky: 1974, München - Marele Premiu
- Răpirea Soarelui și a Lunii de Sándor Reisenbüchler: 1974, New York - Premiul special al juriului
- Let's Keep a Dog de Béla Ternovszky: 1975, New York - Categoria I. Premiul
- Sisif de Marcell Jankovics: 1975. Teheran - Premiul criticilor
- Silence de István Orosz: 1977 Zagreb - Cel mai bun prim film
- Scene With Beans de Ottó Foky: 1977 Lausanne - Grand Prix
- Lupta de Marcell Jankovics: Cannes 1977 - Palma de Aur
- Noi chiriași de Líviusz Gyulai: 1978 Cairo - Golden Nofretete
- Cred că viața este o mare distracție ... de Kati Macskássy: 1978 Melbourne - I.Prize
- Mattie the Gooseboy Attila Dargay: 1979 Salerno - Cupa de argint
- Musca de Ferenc Rófusz: 1980: Ottawa - Premiul categoriei; 1981: Lille - Premiul principal; 1981 Hollywood - Oscar; [22] 1982: Espinho - Premiul categoriei
- Moto Perpetuo de Béla Vajda: 1981 Cannes - Golden Palm [23]
- Animalia de Tibor Hernádi: 1981 Melbourne - Premiul special al juriului
- The Luncheon de Csaba Varga: 1982 Lille - Grand Prix
- Vizipók-csodapók („Spider Spider Wonder Wonder”): 1985 Kecskemét - Premiul pentru copii; [24] 1988 Kecskemét - Diploma de merit a juriului pentru medii [25]
- Gravitația de Ferenc Rófusz: 1984 Toronto - Categoria I. Premiul
- Daliás idők („Heroic Times”) de József Gémes: 1985 Annecy - Cel mai bun film animat; Kecskemét - Cel mai bun film animat
- Albă ca Zăpada József Nepp: 1984 Giffoni - Marele Premiu
- Impas de Ferenc Rófusz: 1984 Stuttgart - Premiul special al juriului
- Motorture de Ferenc Cakó: 1985 Antibes - Golden Siren
- Fények virradat elött („Lumini înainte de zori”) de Sándor Békési: 1985 Espinho - Premiul categoriei; 1988 Kecskemét - Cel mai bun prim film
- Ah, Amerika! ("Ah, America!") De István Orosz: 1985 Kecskemét - Cel mai bun scenariu;  Oberhausen 1986 - Premiul Cluburilor Internaționale de Film
- A szél („Vântul”) de Csaba Varga: 1987 Hiroshima - Premiul Categoria I.; 1988 Kecskemét - Cel mai bun scurtmetraj, cea mai bună muzică și cel mai bun design grafic
- Magia de Dóra Keresztes: 1987 Espinho - Premiul categoriei
- Ab Ovo de Ferenc Cakó: 1988 Cannes - Cel mai bun film de animație
- Dirt de Marcell Jankovics: 1989 Lille - Premiul special al juriului
- Vili, a veréb  de József Gémes: 1989 Chicago - Categoria II. Premiu; 1993 Kecskemét - Premiul publicului [26]
- Isten Veled, Kis Sziget!  de Sándor Reisenbüchler: 1988 Kecskemét - Premiul Kecskemét City;  1989 Lille - Cel mai bun scurtmetraj
- Vigyázat lépcső!  de István Orosz: 1991 Győr - Mediawave, Premiul principal; Los Angeles - International Tournée of Animation; 1993 Kecskemét - Cel mai bun scurtmetraj
- Ad Rem de Ferenc Cakó: 1991 San Francisco - Categoria I. Premiul
- Prințesa și goblinul de József Gémes: 1994 Fort Lauderdale - Cel mai bun film pentru copii
- Ecotopia de Sándor Reisenbüchler: 1997 Cairo - Silver Cairo
- A kalókoz szeretője  de Zsofia Péterffy: 2002 Venezia - Prix UIP; Kecskemét - Grand Prix [27]
- Ének a csodaszarvasról  de Marcell Jankovics: 2002 Kecskemét - Premiul Comisiei Naționale de Radio și Televiziune